# Inês Fontinha
Inês Fontinha ComM (ilha da Madeira, 1943) é uma socióloga portuguesa. Foi condecorada por Jorge Sampaio com o Grau de Comendadora da Ordem de Mérito, e homenageada pela Assembleia da República com o Prémio de Direitos Humanos.
Inês Fontinha nasceu na Madeira, formando-se em Sociologia. Trabalhou muitos anos em Lisboa na área social, chegando a ser nomeada para o Nobel da Paz. É antiga diretora da Associação “O Ninho”, que trabalha em apoio e defesa das prostitutas portuguesas.
Em novembro de 2017 foi homenageada por ocasião dos cinquenta anos da Associação "o Ninho".